# Parafia św. Michała Archanioła w Trześciance
Parafia św. Michała Archanioła – parafia prawosławna w Trześciance, w dekanacie Narew diecezji warszawsko-bielskiej.
Na terenie parafii funkcjonuje 1 cerkiew i 1 kaplica:
- cerkiew św. Michała Archanioła w Trześciance – parafialna
- kaplica Ofiarowania Przenajświętszej Bogurodzicy w Trześciance – cmentarna

W obrębie parafii znajduje się też przydrożna kapliczka na obrzeżach Trześcianki.

## Historia
Początki parafii sięgają prawdopodobnie XVI w., jednak pierwsza pisemna wzmianka (o drewnianej cerkwi Świętych Piotra i Pawła w Trześciance) pochodzi dopiero z 1773. W 1804 parafia należała do unickiego dekanatu białostockiego, liczyła 873 osoby i obejmowała wsie: Trześcianka, Białki, Hoźna (gdzie znajdowała się kaplica filialna), Iwanki, Ogrodniki, Saki i Soce. 11 maja 1835, wskutek zniszczenia cerkwi w Trześciance przez pożar, parafię zlikwidowano, a wiernych dołączono do parafii w Puchłach. W 1839, po synodzie połockim wierni z Trześcianki, będący dotychczas unitami, przyjęli prawosławie.
W 1850 w uroczysku Stawok (w sąsiedztwie budynków parafialnych) otwarto szkołę cerkiewną, przy której w 1875 założono bibliotekę, a w późniejszym czasie zorganizowano także kurs nauczycielski i klasę rzemiosła. Spaloną cerkiew – wskutek trudności finansowych – odbudowano dopiero w latach 1864–1867 i konsekrowano pod wezwaniem św. Michała Archanioła (z bocznym ołtarzem poświęconym Bogurodzicy). W 1884 wokół świątyni wzniesiono mur z kamienia polnego. W 1894 z Białowieży sprowadzono drewnianą kaplicę, którą zrekonstruowano na cmentarzu i konsekrowano (9 września) pod wezwaniem Ofiarowania Bogurodzicy (Wprowadzenia do Świątyni). Reaktywacja parafii w Trześciance nastąpiła w 1896.
Działalność parafii przerwał wybuch I wojny światowej – większość ludności udała się na bieżeństwo, a szkoła i budynki parafialne uległy całkowitemu zniszczeniu.
Według Pierwszego Powszechnego Spisu Ludności z 1921 roku sześć wsi, które do wybuchu I wojny światowej stanowiły parafię, zamieszkiwało 1190 osób, w tym 992 wyznania prawosławnego (co dawało ponad 83% wszystkich mieszkańców tych miejscowości). Mimo to, niepodległe już, polskie władze nie wyraziły zgody na reaktywację parafii; dopiero 22 lutego 1928 otwarto placówkę (po dołączeniu do niej wiernych parafii w Puchłach) jako filię parafii w Narwi.
W czasie II wojny światowej parafia w Trześciance odzyskała samodzielność. W 1945 liczyła 1311 osób.
W 1951 parafia weszła w skład diecezji białostocko-gdańskiej, a w kwietniu 1958 została dołączona do diecezji warszawsko-bielskiej (od 1962 należy do dekanatu Narew w tejże diecezji). W 1979 zbudowano dom parafialny obok cerkwi, po wcześniejszym zlikwidowaniu plebanii i budynków gospodarczych w uroczysku Stawok.
W 1999 władze samorządowe gminy Narew przekazały parafii budynek dawnej szkoły podstawowej w Trześciance, w którym po wykonaniu niezbędnego remontu urządzono Prawosławny Dom Opieki (poświęcony 2 września 2001 przez metropolitę Sawę). Po zakończeniu adaptacji całego budynku, w obiekcie przebywa około 30 pensjonariuszy.

## Miejscowości stanowiące parafię
Parafię tworzą  następujące miejscowości: Trześcianka, Ancuty, Białki, Iwanki, Ogrodniki, Saki oraz Żywkowo z ogólną liczbą 200 parafian.

## Proboszczowie
- ok. 1773 – ks. Tomasz Szymon Płaszkiewicz
- ok. 1788 – ks. Paweł Bielawski[3]
- 1864–1867 – ks. Grzegorz Sosnowski
- 1866–1896 – ks. Flor Sosnowski
- 3.04.1976 – 30.08.1977 – ks. Witalis Gawryluk
- 21.09.1977 – 27.03.1980 – ks. Witalis Gawryluk
- 27.03.1980 – 19.03.1992 – ks. Jan Barszczewski
- 14.04.1992 – 2013 – ks. Jerzy Ochrymiuk
- od 2013 – ks. Marek Wasilewski

## Galeria

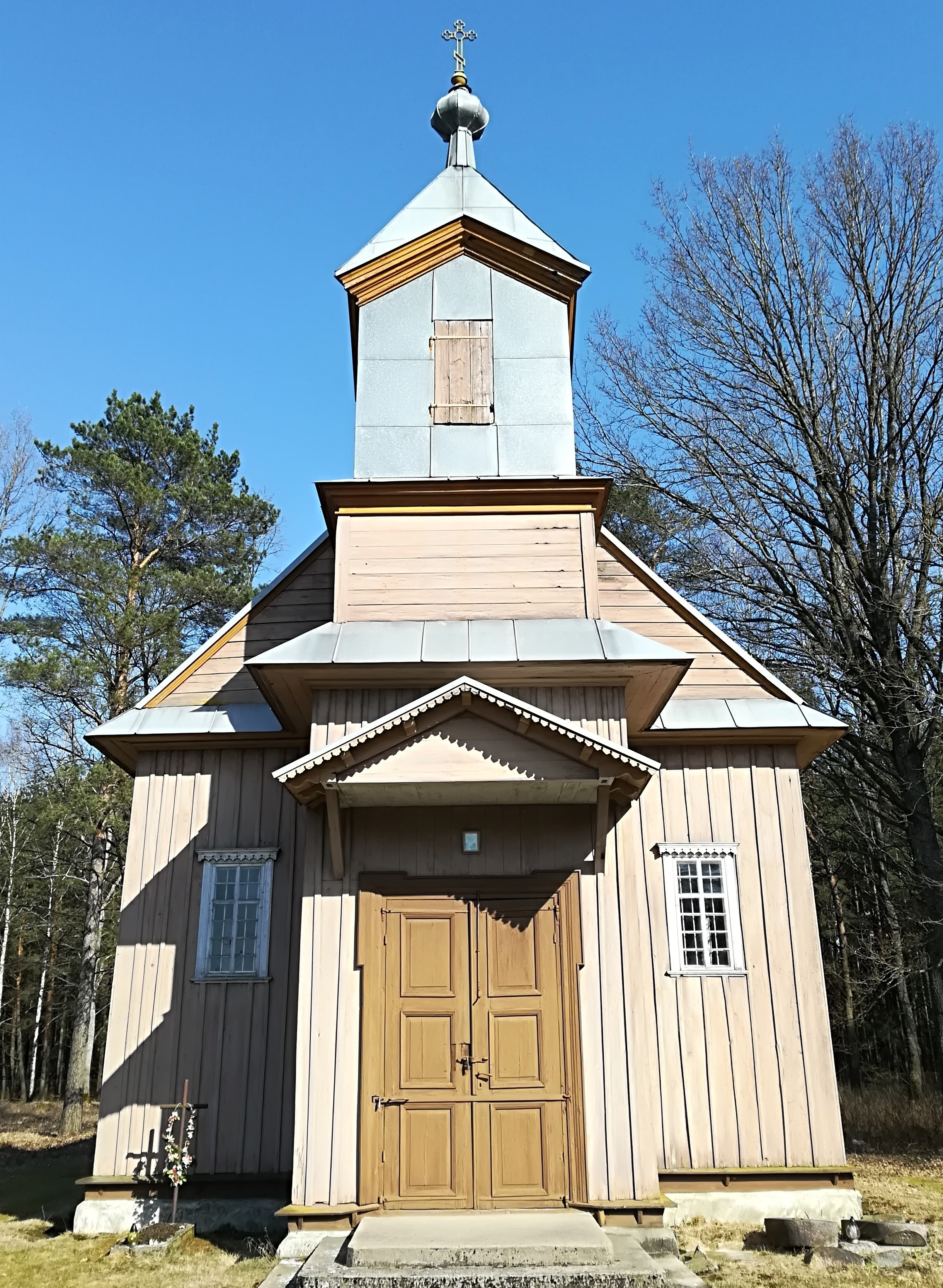
Kaplica cmentarna Wprowadzenia Matki Bożej do Świątyni
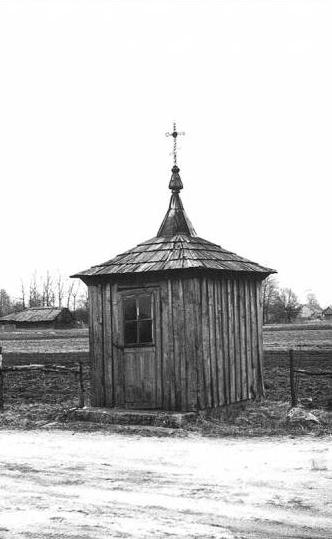
Kapliczka (zdjęcie z ok. 1985)